# Trbinc
Trbinc – wieś w Słowenii, w gminie Mirna. W 2018 roku liczyła 77 mieszkańców.